# Steffen Blochwitz
Steffen Blochwitz (Herzberg (Elster), 8 settembre 1967) è un ex pistard tedesco.

## Palmarès

### Olimpiadi
- 1 medaglia[1]:
  - 1 argento (Seul 1988 nell'inseguimento a squadre)

### Mondiali
- 4 medaglie[1]:
  - 1 oro (Lione 1989 nell'inseguimento a squadre)
  - 2 argenti (Colorado Springs 1986 nell'inseguimento a squadre; Vienna 1987 nell'inseguimento a squadre)
  - 1 bronzo (Lione 1989 nell'inseguimento individuale)